# Pawnee megye (Oklahoma)
Pawnee megye az Amerikai Egyesült Államokban, azon belül Oklahoma államban található. Megyeszékhelye Pawnee, legnagyobb városa Cleveland. Lakosainak száma 15 553 fő (2020. április 1.). Pawnee megye Osage, Creek, Payne, Tulsa és Noble megyékkel határos.

## Népesség
A megye népességének változása:
| Lakosok száma | 16 607 | 16 792 | 16 488 | 16 513 | 16 436 | 15 553 |
|               | 2010   | 2011   | 2012   | 2013   | 2015   | 2020   |